# Носик, Антон Борисович
Анто́н Бори́сович Но́сик (4 июля 1966, Москва — 9 июля 2017, Пирогово, Московская область) — российский и израильский стартап-менеджер, медиаменеджер, журналист, общественный деятель, популярный блогер, известный под интернет-псевдонимом «dolboeb». Многими журналистами и интернет-деятелями назывался одним из «отцов Рунета».
Был сооснователем известных новостных интернет-изданий Lenta.ru (создал проект и занимал пост главного редактора до 2004 года), Vesti.ru, Gazeta.ru и NEWSru.com. Один из бывших топ-менеджеров холдинга «Рамблер» и службы блогов компании SUP Media (участвовал в этом качестве в доработках сервиса LiveJournal), учредитель благотворительного фонда «Помоги.org». С середины октября 2009 года занимал должность заместителя генерального директора компании «Объединённые медиа» и, по совместительству, должность шеф-редактора сайта Bfm.ru издательского дома «Коммерсантъ». До марта 2011 года занимал пост главного редактора Bfm.ru. В 2011—2012 годах был медиадиректором компании SUP Media, которой принадлежит сервис LiveJournal (в России известен как ЖЖ).

## Биография

### В СССР
Родился в Москве в 1966 году в семье писателя Бориса Носика и филолога-полониста Виктории Мочаловой. Отчим — художник Илья Кабаков. Сестра Сандра (от второго брака отца с гражданкой Франции) — преподаватель социолингвистики во французском университете Франш-Конте. По национальности еврей.
Учился в школах № 40 (английская специализированная) и № 201 (им. З. и А. Космодемьянских) в 1981—1983 годах. В 201-й школе классной руководительницей была заслуженный учитель школы РСФСР З. Н. Кулакова, физику и астрономию вёл заслуженный учитель школы РСФСР Г. М. Черных.
В 1988 году принимал участие в арт-группе «Медицинская герменевтика», созданной его другом детства Павлом Пепперштейном.
В 1989 году окончил лечебный факультет Московского медицинского стоматологического института им. Н. А. Семашко. Медицинскую практику проходил в посёлке Красная Горбатка Селивановского района Владимирской области.

### Израиль, Россия, Кипр, Израиль
На волне подъёма еврейского национального самосознания в распадающемся СССР эмигрировал в Израиль в 1990 году, начал там журналистскую деятельность в ориентированных на эмигрантов русскоязычных изданиях. С 1990 по 1992 год работал редактором газеты «Время» издательского дома «Маарив». В 1992—1996 годах был редактором газеты «Вести» издательского дома «Едиот ахронот».
С помощью друзей в Еврейском университете в Иерусалиме познакомился с компьютерными сетями. Компьютерной грамотностью он к тому времени уже обладал, так как в России занимался торговлей компьютерами вместе со своим близким другом предпринимателем Ильёй Медковым. С 1990 по 1994 год — активный участник общественно-политических дискуссий в сети Фидонет в России и Израиле. Активно участвовал в IRC-сообществах под псевдонимом Emigrant, в частности в канале #russian.

В августе 1992 года Носик впервые посещает Москву после эмиграции в Израиль и навещает Илью Медкова, к тому времени ставшего банкиром. Они начинают заниматься некими коммерческими операциями, по собственной оценке Носика, не совсем легальными с точки зрения законности. По воспоминаниям близкого друга детства Носика Павла Пепперштейна: 
В Израиле Антон стал известным журналистом, однако постепенно над его головой сгустились некие тучи; в результате через пару лет наш общий близкий друг Илья Алексеевич Медков вывез Антона из Израиля в Москву на своём частном самолёте, спасая от этих туч. После этого Антон около года работал в банке ДИАМ (что расшифровывалось как Дело Ильи Алексеевича Медкова) — вплоть до того мрачного дня в октябре 1993 года, когда нашего любимого друга Илюшу убила пуля, выпущенная из снайперской винтовки.
Михаил Визель в посвящённой Носику книге 2022 года «Создатель» пишет, что вывоз Носика в Москву самолётом Медкова — «не более чем легенда». Самолёт у Медкова действительно был, и он использовался для крупномасштабных хищений через границу государственных наличных денег тогдашними властями РФ, а Медков выполнял функцию курьера. На эти деньги Медков строил свои бизнесы и платил из них гигантскую зарплату Носику, которого позвал в Россию создавать деловую газету — потенциального конкурента «Коммерсанту» (в Израиле же Носик при этом скрывался от уплаты налогов). Созданный Носиком проект газеты забраковал Глеб Павловский («с такой газетой в Москве идти некуда, кроме как куда-нибудь на фабрику»), а Медков был вскоре убит снайпером. Смерть Медкова, согласно Визелю, оказала большое влияние на дальнейшее мировоззрение Носика. Носик, выражая недовольство Россией, возвращается в Израиль. В 2004 году он описывал обстоятельства этих событий так:
Возможно, когда истекут все сроки давности, история тех лет будет написана — под редакцией кого-нибудь из доживших, но все еще помнящих. И про «ДИАМ», и про «Прагму», и про компьютер ЦБ, и про РКЦ, и про дилинговый центр, и про 13-ю Парковую, и про неудачные переговоры в Ялте, и про крутой маршрут «Бутырки — Варшава — Писгат-Зеэв», и про генетические исследования человека, и про дважды перекрашенный самолет...
8 мая 1994 года Носик призван резервистом на краткосрочную стодневную службу в Армию обороны Израиля.
В 1994—1995 годах работал редактором русскоязычной газеты «Вести с Кипра», издававшейся в Лимасоле. Написал совместно с Арканом Каривом детективный роман «Операция „Кеннеди“» об убийстве Ицхака Рабина. Переводил с разных языков.
С апреля 1996 года в израильской русскоязычной газете «Вести» в колонке «Наши Сети» выходили заметки Носика об Интернете. Как указывали впоследствии публицисты Горный и Шерман, «это была первая постоянная сугубо „интернетовская“ колонка на русском языке не только в израильской, но и в мировой русскоязычной прессе. Бывший экономический комментатор предстал в роли сетевого гуру. Он учил новичков ориентироваться в Сети и компьютерах, благо — тому способствовал его восьмилетний опыт общения с Сетью (начиная с ФИДО). <…> Многие сочли этот шаг определённым „падением профиля“. Носик же упрямо продолжал возделывать нехоженое поле». На домашней странице Носика, расположенной на сервере Sharat.co.il, были опубликованы тексты первых 66 выпусков колонки (с 15 апреля по 16 сентября 1996 года) (сервер Sharat был также проектом Носика).
Окончательно Носик вернулся в Россию в конце марта 1997 года.

### В России
Автор одного из первых оплачиваемых блогерских проектов в Рунете — «Вечернего Интернета», выходившего в «почти ежедневном» режиме, с 24 декабря 1996 по апрель 1999 года, после этого режим стал нерегулярным, последний выпуск датирован 14 февраля 2001 года. Считался одним из пионеров русскоязычного Интернета. Совместно с командой Артемия Лебедева участвовал в развитии контент-проектов при поддержке интернет-провайдера «Ситилайн» и аффилированного с ним контент-провайдера «Нетскейт». В числе прочих направлений его деятельности в сфере интернет-проектов — сотрудничество с ФЭП Глеба Павловского, запуск проектов Газета.ру, Лента.ру, Вести.ру, NTV.ru (ныне NEWSru), cursorinfo.co.il и руководство проектами холдинга «Рамблер». С февраля 2001 года вёл блог на платформе LiveJournal (dolboeb), который «возвёл в культ» (сделал его центром своей социальной коммуникации и источником заработка, о чём много писал), вследствие чего стал инициатором перевода этой платформы в Россию. Участвовал в движении ЕЖЕ, в проекте этого движения «Физиономии русского Интернета» (ФРИ) имел порядковый номер 2.
В 1999 году агентство «Нетскейт» было продано медиамагнату Владимиру Гусинскому, который организовал на его базе интернет-подразделение своего медиахолдинга «Медиа-Мост» под названием «Мемонет» (Media-Most-Networks). Как хозяин «Вечернего Интернета» Носик фактически унаследовал должность руководителя «Мемонета» и приступил к созданию интернет-сайта принадлежавшего Гусинскому телеканала НТВ — «НТВ.ру» (в «Мемонете» было также 11 других проектов). Впоследствии телеканал НТВ был отобран у Гусинского властями, но сайт «НТВ.ру» в этом не участвовал и переехал вслед за владельцем в Израиль, став самостоятельным изданием под названием Newsru.com.
С декабря 2003 по февраль 2006 года Носик участвовал в перезапуске и последующей работе израильского русскоязычного информационного агентства «Курсор». Носик организовал интеграцию его материалов в «Ленту.ру», российский хостинг (в «Рамблер-телекоме» параллельно с «Лентой.ру»), писал для него тексты, выполнял менеджерские функции, числился учредителем и т. п.
С конца 2005 года — соучредитель благотворительного фонда «Помоги.орг».
Начиная с осени 2006 года работал «Social Media Evangelist» в компании «СУП», созданной Эндрю Полсоном и Александром Мамутом, которая купила у Six Apart (владелец сервиса LiveJournal) лицензию на обслуживание «кириллического сектора ЖЖ», спустя почти год эта же компания выкупила LiveJournal полностью.
10 сентября 2008 года Носик объявил о своём уходе из компании «СУП».
С октября 2009 года по март 2011 года — главный редактор новостного ресурса Bfm.ru.
В октябре 2010 г. президент России Дмитрий Медведев добавил в свою ленту друзей микроблог Антона Носика, зарегистрированного в Twitter'е под ником dolboed.
В ноябре 2011 года вернулся в компанию SUP на должность медиадиректора, но в ноябре 2012 года вновь покинул её.
С середины 2014 года — соучредитель ООО «Мохнатый сыр», занимающегося маркетинговыми исследованиями и общественным мнением.

## Общественная деятельность

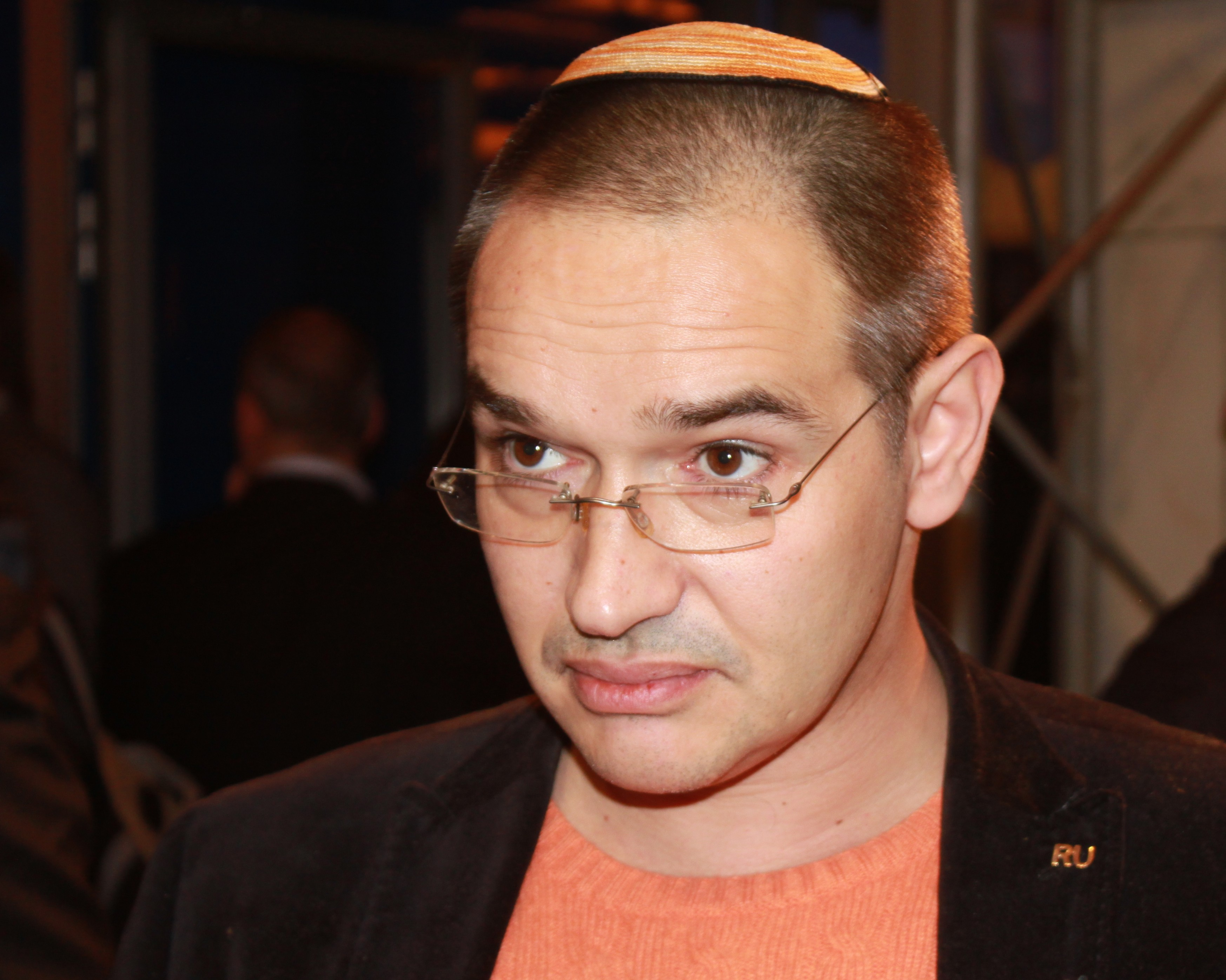
На церемонии вручения Премии Рунета-2009

Как создатель фонда «Помоги.org» занимался сбором пожертвований для больных детей, в том числе через свои блоги.
В 2001 году завоевал «Кубок „Яндекса“», вручаемый за умение вести поиск в Интернете.
16—17 июня 2004 года на двухдневной международной конференции ОБСЕ в Париже, посвящённой выявлению взаимосвязи между пропагандой расизма, ксенофобии и антисемитизма в Интернете и преступлениями, совершаемыми на почве ненависти (англ. OSCE Meeting on the relationship between racist, xenophobic and anti-Semitic propaganda on the Internet and hate crimes), перед началом заседаний 3-й секции («Общественное и частное партнёрство в борьбе против расизма, ксенофобии и антисемитизма в Интернете») представил доклад «Интернет-сообщество против расизма, ксенофобии и антисемитизма: опыт России» (англ. Internet Community vs. Racism, Xenophobia and Anti-Semitism: The Russian Experience).
23 мая 2008 года принял участие в конференции «Ремикс’08», где участвовал в открытой дискуссии со Стивом Балмером.
В 2009 году его «универсальный непоисковый справочник» WhoYOUgle получил премию Рунета.
Многократный лауреат конкурса РОТОР в различных номинациях («человек года», «великолепная двадцатка», «проект года» и др.).
В марте 2013 принимал участие в серии одиночных пикетов за освобождение участниц Pussy Riot Марии Алёхиной и Надежды Толоконниковой.
Принял участие в конгрессе «Украина — Россия: диалог», который прошёл 24—25 апреля 2014 года в Киеве.
Член общественного совета Российского еврейского конгресса.
Симпатизировал Армении и непризнанной Нагорно-Карабахской Республике, называл существование Азербайджана как суверенного государства «досадной исторической ошибкой». Был объявлен МИД Азербайджана персоной нон грата.
Носик был известен своими критическими высказываниями о домене «.рф» — кириллической доменной зоне, созданной по инициативе Дмитрия Медведева.

### Обвинение в экстремизме
В конце 2015 года в отношении Антона Носика было возбуждено уголовное дело по части 1 статьи 282 УК РФ (возбуждение ненависти или вражды) за статью о Сирии. По версии следствия, 1 октября 2015 года Носик опубликовал «в сети Интернет» (конкретно в ЖЖ) статью с заголовком «Стереть Сирию с лица Земли», в которой, по данным лингвистической экспертизы, были обнаружены «признаки возбуждения вражды по отношению к сирийцам, выделяемым по национально-территориальному признаку».
19 сентября 2016 года гособвинение попросило признать Носика виновным и назначить ему наказание в виде двух лет лишения свободы.
В книге Визеля подчёркивается, что у Носика были возможности скрыться за границей, но он сознательно этого не сделал и публично продемонстрировал готовность сесть в тюрьму (чего опасался ещё с раннего советского детства).
3 октября 2016 года Пресненский суд Москвы признал Носика виновным и приговорил его к штрафу в размере 500 тысяч рублей. 15 декабря 2016 года Мосгорсуд снизил штраф до 300 тысяч рублей.
В январе 2017 года Европейский суд по правам человека принял к производству жалобу Носика на приговор Мосгорсуда.

### Оценки современников
Комментируя смерть Антона Носика, премьер-министр РФ Дмитрий Медведев охарактеризовал его как «первопроходца российского интернета», внёсшего существенный вклад в его развитие.
Игорь Ашманов в книге Михаила Визеля приводит такую оценку жизненного пути Антона Носика:
Хотя я не испытывал к нему ни вражды, ни близкой дружбы, после известия о его смерти у меня довольно долго было ощущение, что теперь чего-то не хватает, как с вырванным зубом: всегда что-то было на этом месте, а теперь нет … Антон, конечно, был очень талантливым и ярким человеком, личностью большого калибра, человеком с очень большими возможностями — он мог бы стать большим писателем или блестящим политиком, выдающимся религиозным деятелем или журналистом мирового уровня. И который, на мой взгляд, не реализовал свой потенциал, потому что когда-то выбрал неверную дорожку: лёгкий, широкий путь продажи слов за материальные блага … На мой взгляд, это был человек с огромным внутренним конфликтом, драмой, в нём уживались как бы две личности — настоящая, вечная и сиюминутная конъюнктурная — и это прорывалось наружу. Он был алчным, но не был жадным; он не был злым, но мог сознательно и намеренно творить зло; он был циничным, но лёгким и открытым; он не был честным, но был искренним; он не был верующим, но всё понимал правильно.

## Семья
До июня 1993 года состоял в браке, жена Ольга.
Вдова Анна Писаревская. Сын Лев Матвей (род. 2007).

## Смерть
В последние два года Носик жаловался на здоровье, передвигался с тростью, говорил, что «сосуды шалят». Скончался 9 июля 2017 года около двух часов ночи от сердечного приступа на даче у друзей.
Соболезнование выразили многие известные люди, в том числе Алексей Навальный, Павел Дуров, Дмитрий Медведев.
Похоронен на Востряковском кладбище в Москве.